# Зигфрид I (граф Мерзебурга)
Зигфрид I (нем. Siegfried; погиб 10 июля 937) — граф Мерзебурга, «легат» Восточной Саксонской марки с 936 года, сын графа Титмара и Хильдегарды Мерзебургской.

## Биография

### Правление
Владения Зигфрида I располагались в районе Мерзебурга. Король Германии Генрих I Птицелов в 936 году назначил его «легатом» в землях на восточной границе Саксонии, населенных славянами (позже — Саксонская Восточная марка). Саксонский «легат» осуществлял надзор и опеку за подчиненной областью с целью своевременного противодействия неповиновению и «вражескому вторжению», но в 937 году Зигфрид погиб.
Преемником Зигфрида был его брат Геро Железный при котором «легация» превратилась в марку.

### Брак и дети
- 1-я жена: Ирминбурга (около 885 — ранее 29 декабря 930), дочь Оттона I, герцога Саксонии
- 2-я жена: Гутия (Котехильда) (умерла после 937), дочь Лудольфа Саксонского (сына герцога Саксонии Оттона I])

- Дети:
- Титмар (умер 7 августа 968), епископ Бранденбурга с 949 года
- сын (умер в 963)
- (?) Титмар (умер 3 октября 959), граф в Северной Тюрингии и в Швабии в 936—941 годах